# Serixia apicenigra
Serixia apicenigra là một loài bọ cánh cứng trong họ Cerambycidae.